# 柳堰集水库
柳堰集水库是中国湖北省襄阳市襄州区境内的一座水库，位于小清河支流洄水河上，建于1966年。水库正常库容为874万立方米，集雨面积为26.4平方千米，海拔为124米。